# Елинико-Арјируполи
Елинико-Арјируполи (грч. Ελληνικό-Αργυρούπολη) општина је у Грчкој. По подацима из 2011. године број становника у општини је био 51.356.

## Становништво
| 2011.  |
| ------ |
| 51,356 |